# Gasullia gasulli
Gasullia gasulli is een slakkensoort uit de familie van de Trissexodontidae. De wetenschappelijke naam van de soort is voor het eerst geldig gepubliceerd in 1961 door Ortiz de Zarate Rocandio & Ortiz de Zarate Lopez.